# At Cripple Creek
At Cripple Creek è un cortometraggio muto del 1912 diretto da Hal Reid.

## Produzione
Il film venne prodotto dalla Reliance Film Company

## Distribuzione
Distribuito dalla Motion Picture Distributors and Sales Company, il film - un cortometraggio in due bobine - uscì nelle sale cinematografiche degli Stati Uniti il 17 luglio 1912.